# Desarrollo espiritual
El desarrollo espiritual es el desarrollo a una mejor personalidad religiosa o espiritual 

## Budismo

### Theravada -samathayvipassana
En las tradiciones Theravada se siguen dos tipos de prácticas de meditación budista, a saber, samatha (pāli; sánscrito: śamatha ; "calma") y vipassana (perspicacia). Samatha es una meditación primaria dirigida a calmar la mente, y también se usa en otras tradiciones indias, especialmente el dhyana como se describe en los Yoga Sutras de Patanjali . 
La ortodoxia contemporánea Theravada considera la meditación samatha como una preparación para vipassanā, pacifica la mente y fortalece la concentración para permitir el trabajo de comprensión, que conduce a la liberación . En contraste, el Movimiento Vipassana argumenta que los niveles de percepción pueden discernirse sin la necesidad de desarrollar más samatha debido a los riesgos de salir de curso cuando se desarrolla un samatha fuerte. Por esta innovación, el Movimiento Vipassana ha sido criticado, especialmente en Sri Lanka.
Aunque ambos términos aparecen en el Sutta Pitaka, Gombrich y Brooks argumentan que la distinción como dos caminos separados se origina en las primeras interpretaciones del Sutta Pitaka, no en los suttas mismos. Los suttas contienen rastros de antiguos debates entre las escuelas Mahayana y Theravada en la interpretación de las enseñanzas y el desarrollo de la comprensión. A partir de estos debates, se desarrolló la idea de que una simple visión es suficiente para alcanzar la liberación, al discernir las Tres marcas (cualidades) de la existencia (humana) (tilakkhana), que son: dukkha (sufrimiento), anatta (no alma) y anicca (impermanencia).

### Budismo Zen
Otro ejemplo de este desarrollo adicional es el entrenamiento budista Zen, el cual no termina con el kenshō . La práctica debe continuar para profundizar el conocimiento y expresarlo en la vida diaria. Para profundizar la comprensión inicial de kensho, la práctica de shikantaza y el estudio de kōanes son necesarios. Linji Yixuan expresa esta trayectoria de percepción inicial seguida de una profundización y maduración gradual en sus Tres puertas misteriosas, los Cinco rangos, las Cuatro formas de conocimiento de Hakuin, y las Imágenes de los diez bueyes que detallan los pasos en el camino . 

## Hinduismo

### Ramana Maharshi
Ramana Maharshi recomendaba frecuentemente la autoindagación Vichara (discriminar entre lo correcto y lo incorrecto, deliberación sobre causa y efecto y análisis final) como la forma más eficiente y directa de realizar la autoconciencia, en respuesta a preguntas sobre la autoliberación y los textos clásicos de Yoga y Vedanta. Es la atención constante a la conciencia interna de "yo" o "yo soy", y es también el método seguido por Nisargadatta Maharaj . 
Según Ramana Maharshi, el Ahamkara (pensamiento-yo) es el sentido de la individualidad: "(Aham, aham) 'yo, yo' es el Ser; (Aham idam)" Yo soy esto " o "Yo soy aquello" es el ego". Al prestar atención al 'pensamiento-yo', averiguando de dónde viene, el 'pensamiento yo' desaparecerá y el "resplandor" (sphurana)  de "yo, yo"  o la autoconciencia, aparecerá. Esto da como resultado una "conciencia sin esfuerzo del ser",  y permaneciendo en ella este "yo, yo" destruye gradualmente las vasanas "que hacen que surja el pensamiento-yo."  Cuando las vasanas desaparecen, la mente, vritti  también se detiene, ya que se centra alrededor del 'pensamiento-yo', '  y finalmente ese pensamiento nunca vuelve a surgir, lo que es Autorrealización o liberación :
Robert Forman señala que Ramana Maharshi hizo una distinción entre samadhi y sahaja samadhi . Samadhi es un estado contemplativo, que es temporal, mientras que en sahaja samadhi se mantiene un "estado silencioso" mientras se dedica a las actividades diarias. Forman señala que "la primera experiencia de samadhi [por Ramana] precedía a sahaja samadhi por varios años".

### Meditación trascendental
Robert Forman, quien es un practicante de meditación trascendental a largo plazo, con más de 40 años de práctica, describe el "Evento de conciencia pura", un estado de conciencia que es similar a la conciencia trascendental en la meditación trascendental. La meditación trascendental describe siete estados de conciencia; La "conciencia pura" o "trascendental" es el cuarto estado de conciencia, y el primero de los cuatro estados trascendentales de conciencia, que finalmente terminan en plena iluminación .
Según Forman, el misticismo introvertido es un estado transitorio y contemplativo, similar al samadhi, mientras que el misticismo extrovertido es una forma más desarrollada de misticismo, similar al sahaja samadhi, un "estado silencioso" que se mantiene durante la actividad. Shear, también un practicante de MT a largo plazo, también señala que Stace consideraba que el misticismo extrovertido era una forma menos completa de misticismo, pero estaba desconcertado por el hecho de que hay muchas más descripciones de misticismo introvertido que del extrovertido. Shear propone una secuencia de desarrollo de tres estados superiores de conciencia:
1. HS1: el reconocimiento de la conciencia / vacío puro
2. HS2: la presencia estable de esta conciencia / vacío puro en toda actividad
3. HS3: el reconocimiento de esta conciencia / vacío puro como la base de todo ser

Según Shear, HS1 corresponde al misticismo introvertido de Stace, mientras que HS3 corresponde al misticismo extrovertido de Stace, y en realidad es la forma más desarrollada de misticismo, en contraste con lo que Stace suponía.

## Psicología
Varios psicólogos han propuesto modelos en los que las experiencias religiosas son parte de un proceso de transformación del yo. 
El trabajo de Carl Jung sobre sí mismo y sus pacientes lo convenció de que la vida tiene un propósito espiritual más allá de las metas materiales. Él creía que nuestra tarea principal es descubrir y cumplir nuestro profundo potencial innato, de la misma manera que la bellota contiene el potencial de convertirse en el roble o la oruga en la mariposa. Basado en su estudio del cristianismo, el hinduismo, el budismo, el gnosticismo, el taoísmo y otras tradiciones, Jung percibió que este viaje de transformación está en el corazón místico de todas las religiones. Es un viaje para encontrarse con uno mismo y al mismo tiempo para encontrarse con lo Divino. A diferencia de Sigmund Freud, Jung pensó que la experiencia espiritual era esencial para nuestro bienestar.
La noción de lo numinoso fue un concepto importante en los escritos de Carl Jung. Jung consideraba que las experiencias numinosas eran fundamentales para comprender el proceso de individuación debido a su asociación con experiencias de sincronicidad en las que se siente la presencia de arquetipos.
McNamara propone que las experiencias religiosas pueden ayudar a "descentrar" el yo y transformarlo en un yo integral que esté más cerca de un yo ideal.
La psicología transpersonal es una escuela de psicología que estudia los aspectos transpersonales, trascendentes o espirituales de la experiencia humana. El Journal of Transpersonal Psychology describe la psicología transpersonal como "el estudio del potencial más alto de la humanidad, y con el reconocimiento, la comprensión y la realización de estados de conciencia unitivos, espirituales y trascendentes" (Lajoie y Shapiro, 1992: 91). Los temas considerados en la psicología transpersonal incluyen el autodesarrollo espiritual, las experiencias pico, las experiencias místicas, el trance sistémico y otras experiencias metafísicas de la vida. 